# Paul Van Doren
Paul Van Doren (Boston, 12 de junio de 1930–6 de mayo de 2021) fue un empresario estadounidense, uno de los fundadores de la empresa de zapatos Vans con sede en Estados Unidos.

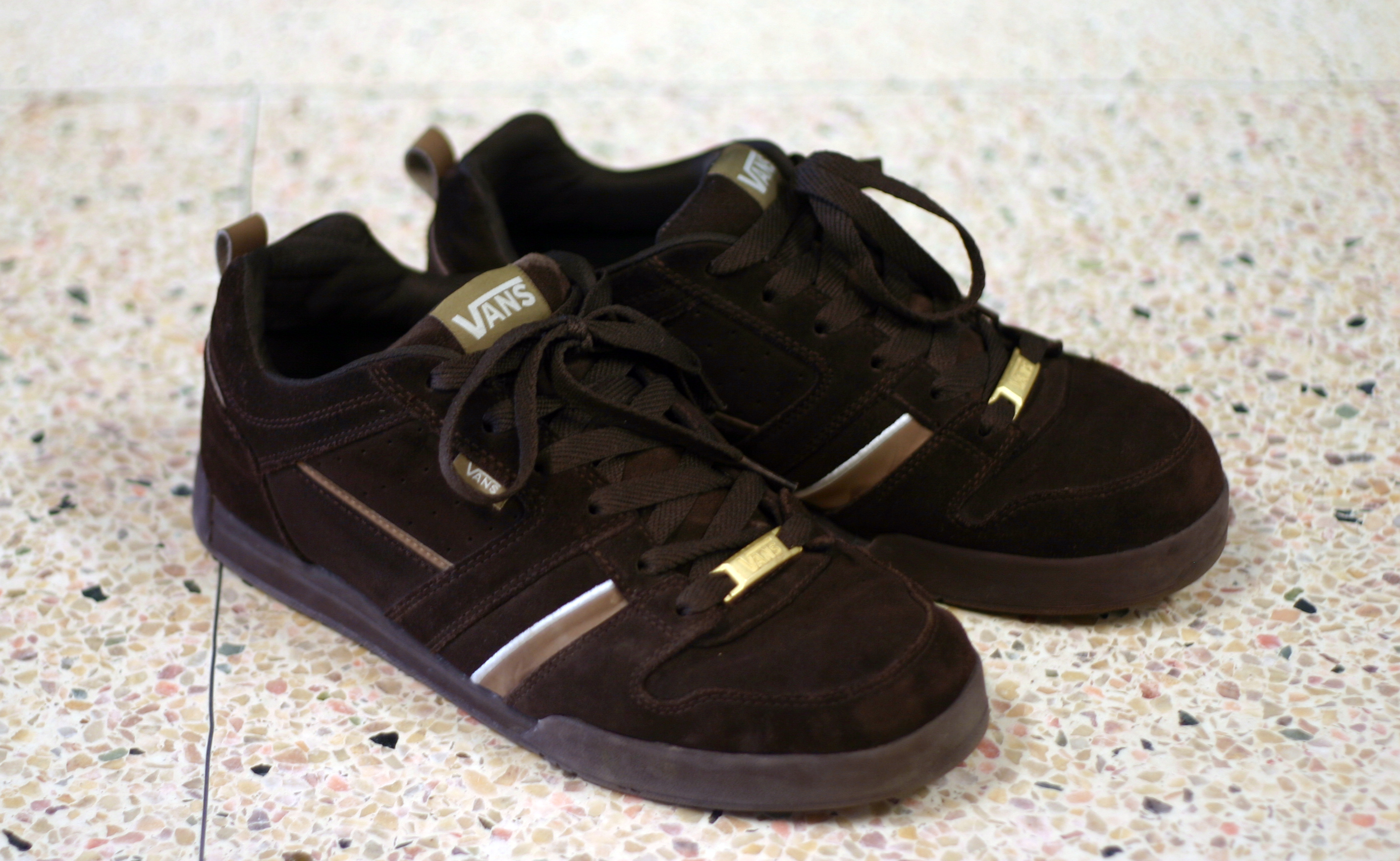
Zapatillas Vans

## Comienzos
Hijo de un inventor y de una costurera, empezó a trabajar a los 14 años tras abandonar los estudios. Su primer trabajo fue en Randy’s Rubber Company East, en Boston, Massachusetts, y su labor consistió en la optimización de la producción de zapatillas.
Destacó tanto en ese puesto que fue enviado a la sede de la empresa en Garden Grove, California para mejorar la producción allí también.
Cuando se encontraba en el Open de Surf de Estados Unidos, conoció al surfista Duke Kahanamoku al que se ofreció para hacerle unas zapatillas, siendo este su comienzo en el mundo de la creación de zapatillas con estilo surfista.

## Fundación de Van Doren Rubber
En 1966, fue el cofundador de la empresa Van Doren Rubber Company' con sede en Anaheim, California junto con su hermano Jim van Doren y con los socios Gordon Lee y Serge Delia.

## Fallecimiento
Falleció el 8 de mayo de 2021 a los noventa años de edad.